# Robert Rentoul Reed
Robert Rentoul Reed (* 12. März 1807 in Washington, Pennsylvania; † 14. Dezember 1864 ebenda) war ein US-amerikanischer Politiker. Zwischen 1849 und 1851 vertrat er den Bundesstaat Pennsylvania im US-Repräsentantenhaus.

## Werdegang
Robert Reed besuchte zunächst vorbereitende Schulen. Im Jahr 1824 absolvierte er das Washington & Jefferson College in seiner Geburtsstadt Washington. Nach einem anschließenden Medizinstudium an der University of Pennsylvania in Philadelphia und seiner Zulassung als Arzt begann er in seiner Heimatstadt in diesem Beruf zu arbeiten. Politisch schloss er sich der Whig Party an.
Bei den Kongresswahlen des Jahres 1848 wurde Reed im 20. Wahlbezirk von Pennsylvania in das US-Repräsentantenhaus in Washington, D.C. gewählt, wo er am 4. März 1849 die Nachfolge von John Dickey antrat. Bis zum 3. März 1851 konnte er eine Legislaturperiode im Kongress absolvieren. Diese Zeit war von den Diskussionen um die Frage der Sklaverei bestimmt. Unter anderem wurde der von US-Senator Henry Clay eingebrachte Kompromiss von 1850 verabschiedet.
In den Jahren 1863 und 1864 war Robert Reed Abgeordneter im Repräsentantenhaus von Pennsylvania. Er starb am 14. Dezember 1864 nahe Washington (Pennsylvania), wo er auch beigesetzt wurde.